# Autostrada A11 (Włochy)
Autostrada A11, także Autostrada Firenze-Mare – autostrada we Włoszech w ciągu trasy europejskiej E76. Jej budowa trwała w latach 1928–1932. Uroczyste otwarcie odbyło się w 1933 roku. W latach 70. XX wieku wybudowano łącznik autostradowy A11/A12 umożliwiający przejazd z Lukki do Viareggio.
Droga łączy najważniejsze miasta Toskanii – Florencję, Prato, Pistoię, Lukkę i Pizę. W pobliżu Pizy autostrada łączy się z drogą Via Aurelia.